# Чемпионат РСФСР по хоккею с шайбой 1950/1951
Четвёртый чемпионат РСФСР по хоккею с шайбой был разыгран с января по 10 марта 1951 года.

## Предварительный этап
На старт чемпионата вышла 31 команда. Не приняли участие горьковские «Торпедо» и «Торпедо-2», нижнетагильский «Дзержинец», команды из Сталинска и Иркутска.

### 1-я зона
| М | Команда                    | 1       | 2        | 3        | 4        | 5       | 6        | 7        | 8   | И  | В  | Н | П | Ш   | О  |
| - | -------------------------- | ------- | -------- | -------- | -------- | ------- | -------- | -------- | --- | -- | -- | - | - | --- | -- |
| 1 | «Динамо» МО                | -       | 7:3 1:2  | 5:4 9:8  | 4:2 1:1  | 3:0 4:0 | 8:4 3:1  | 5:3 3:2  | ?:? | 14 | 11 | 2 | 1 | ?-? | 24 |
| 2 | «Машиностроитель» Подольск | 3:7 2:1 | -        | 5:5 ?:?  | ?:?      | 5:2 8:1 | 11:2 ?:? | 6:1 ?:?  | ?:? | 14 | ?  | ? | ? | ?-? | ?  |
| 3 | «Металлург» Электросталь   | 4:5 8:9 | 5:5 ?:?  | -        | 3:6 7:3  | 5:4 ?:? | 1:0 13:6 | ?:?      | ?:? | 14 | ?  | ? | ? | ?-? | ?  |
| 4 | «Спартак» Люберцы          | 2:4 1:1 | ?:?      | 6:3 3:7  | -        | 7:2 ?:? | ?:?      | 12:1 ?:? | ?:? | 14 | ?  | ? | ? | ?-? | ?  |
| 5 | «Спартак» Ногинск          | 0:3 0:4 | 2:5 1:8  | 4:5 ?:?  | 2:7 ?:?  | -       | ?:?      | ?:?      | ?:? | 14 | ?  | ? | ? | ?-? | ?  |
| 6 | «Зенит» Загорск            | 4:8 1:3 | 2:11 ?:? | 0:1 6:13 | ?:?      | ?:?     | -        | ?:?      | ?:? | 14 | ?  | ? | ? | ?-? | ?  |
| 7 | «Локомотив» Бабушкин       | 3:5 2:3 | 1:6 ?:?  | ?:?      | 1:12 ?:? | ?:?     | ?:?      | -        | ?:? | 14 | ?  | ? | ? | ?-? | ?  |
| 8 | «Красное знамя» Щёлково    | ?:?     | ?:?      | ?:?      | ?:?      | ?:?     | ?:?      | -        | ?:? | 14 | ?  | ? | ? | ?-? | ?  |

### 2-я зона
| М | Команда                 | 1       | 2       | 3       | 4       | 5       | 6   | И                              | В                              | Н                              | П                              | Ш                              | О                              |
| - | ----------------------- | ------- | ------- | ------- | ------- | ------- | --- | ------------------------------ | ------------------------------ | ------------------------------ | ------------------------------ | ------------------------------ | ------------------------------ |
| 1 | «Химик» Электросталь    | -       | ?:? 4:8 | ?:?     | 3:0 5:4 | 9:5 8:1 | ?:? | ?                              | ?                              | ?                              | ?                              | ?-?                            | ?                              |
| 2 | «Крылья Советов» Тушино | ?:? 8:4 | -       | ?:?     | ?:?     | ?:?     | ?:? | ?                              | ?                              | ?                              | ?                              | ?-?                            | ?                              |
| 3 | ВВС-2 Москва            | ?:?     | ?:?     | -       | 6:4 ?:? | 4:0 ?:? | ?:? | ?                              | ?                              | ?                              | ?                              | ?-?                            | ?                              |
| 4 | «Динамо» Горький        | 0:3 4:5 | ?:?     | 4:6 ?:? | -       | 8:4 8:0 | ?:? | ?                              | ?                              | ?                              | ?                              | ?-?                            | ?                              |
| 5 | «Локомотив» Ярославль   | 5:9 1:8 | ?:?     | 0:4 ?:? | 4:8 0:8 | -       | ?:? | ?                              | ?                              | ?                              | ?                              | ?-?                            | ?                              |
| 6 | «Динамо» Тула           | ?:?     | ?:?     | ?:?     | ?:?     | ?:?     | -   | Команда снялась с соревнований | Команда снялась с соревнований | Команда снялась с соревнований | Команда снялась с соревнований | Команда снялась с соревнований | Команда снялась с соревнований |

#### Дополнительный мачт за первое место
«Химик» Электросталь - «Крылья Советов» Тушино – в:п

### 3-я зона
| М | Команда                     | 1       | 2         | 3       | 4        | 5       | 6         | И  | В | Н | П | Ш     | О  |
| - | --------------------------- | ------- | --------- | ------- | -------- | ------- | --------- | -- | - | - | - | ----- | -- |
| 1 | «Динамо» Воронеж            | -       | 4:3 2:2   | 6:3 1:2 | 5:3 2:1  | 9:2 8:2 | +:- 5:1   | 10 | 8 | 1 | 1 | 42-19 | 17 |
| 2 | «Искра» Саратов             | 3:4 2:2 | -         | 2:3 ?:? | 3:5 4:3  | 8:1 3:4 | 10:2 11:2 | 10 | ? | ? | ? | ?-?   | ?  |
| 3 | «Трудовые резервы» Куйбышев | 3:3 2:1 | 3:2 ?:?   | -       | ?:?      | ?:?     | 2:0 ?:?   | 10 | ? | ? | ? | ?-?   | ?  |
| 4 | ДО Куйбышев                 | 3:5 1:2 | 5:3 3:4   | ?:?     | -        | ?:?     | 10:0 ?:?  | 10 | ? | ? | ? | ?-?   | ?  |
| 5 | «Спартак» Куйбышев          | 2:9 2:8 | 1:8 4:3   | ?:?     | ?:?      | -       | ?:? 5:2   | 10 | ? | ? | ? | ?-?   | ?  |
| 6 | «Искра» Тамбов              | -:+ 2:6 | 2:10 2:11 | 0:2 ?:? | 0:10 ?:? | ?:? 2:5 | -         | 10 | ? | ? | ? | ?-?   | ?  |

### 4-я зона
В турнире принимал участие второй состав «Динамо», возможно с в привлечением хоккеистов основного состава.
| М | Команда                 | 1         | 2       | 3       | 4         | 5       | И | В | Н | П | Ш   | О |
| - | ----------------------- | --------- | ------- | ------- | --------- | ------- | - | - | - | - | --- | - |
| 1 | «Динамо» Свердловск     | -         | 7:1 ?:? | 7:2 ?:? | 11:1 12:0 | 2:4 2:1 | 8 | ? | ? | ? | ?-? | ? |
| 2 | СК им. Сталина Молотов  | 1:7 ?:?   | -       | 8:2 3:3 | 4:2 в:п   | в:п ?:? | 8 | ? | ? | ? | ?-? | ? |
| 3 | «Металлург» Серов       | 2:7 ?:?   | 2:8 3:3 | -       | 2:1 5:5   | ?:?     | 8 | ? | ? | ? | ?-? | ? |
| 4 | «Спартак» Молотов       | 1:11 0:12 | 2:4 п:в | 1:2 5:5 | -         | ?:?     | 8 | ? | ? | ? | ?-? | ? |
| 5 | «Дзержинец-2» Челябинск | 4:2 1:2   | п:в ?:? | ?:?     | ?:?       | -       | 8 | ? | ? | ? | ?-? | ? |

### 5-я зона
Армейцам в матче с динамовцами было засчитано техническое поражение за нарушение правил заявки игроков.
| М | Команда               | 1         | 2        | 3        | 4        | 5         | 6        | И  | В | Н | П | Ш   | О  |
| - | --------------------- | --------- | -------- | -------- | -------- | --------- | -------- | -- | - | - | - | --- | -- |
| 1 | «Динамо» Новосибирск  | -         | +:- 4:5  | 6:2 7:0  | 9:4 в:п  | 17:3 14:5 | 7:0 в:п  | 10 | 9 | 0 | 1 | ?-? | 18 |
| 2 | ДО Новосибирск        | -:+ 5:4   | -        | 4:2 2:2  | 6:3 в:п  | 12:1 8:1  | 9:3 21:3 | 10 | 8 | 1 | 1 | ?-? | 17 |
| 3 | «Спартак» Новосибирск | 2:6 0:7   | 2:4 2:2  | -        | 17:1 +:- | 6:5 ?:?   | ?:? 12:0 | 10 | ? | ? | ? | ?-? | ?  |
| 4 | «Пищевик» Новосибирск | 4:9 п:в   | 3:6 п:в  | 1:17 -:+ | -        | 4:3 3:6   | 5:2 ?:?  | 10 | ? | ? | ? | ?-? | ?  |
| 5 | «Спартак» Омск        | 3:17 5:14 | 1:12 1:8 | 5:6 ?:?  | 3:4 6:3  | -         | п:в ?:?  | 10 | ? | ? | ? | ?-? | ?  |
| 6 | «Спартак» Красноярск  | 0:7 п:в   | 3:9 3:21 | ?:? 0:12 | 2:5 ?:?  | ?:?       | -        | 10 | ? | ? | ? | ?-? | ?  |

## Финал
Матчи прошли с 4 по 10 марта на стадионе им. Свердлова в Молотове. Победитель продолжал борьбу за право играть в чемпионате СССР.

Изначально предполагалось участие только пяти победителей зон. Перед стартом финала «Химик» сыграл товарищеский матч с местным СК им. Сталина, уступив со счётом 2:3. Лишь после этого было принято решение о включении местной команды в число участников финала, с зачётом сыгранного матча.
| М | Команда                | 1   | 2   | 3   | 4    | 5    | 6   | И | В | Н | П | Ш     | О |
| - | ---------------------- | --- | --- | --- | ---- | ---- | --- | - | - | - | - | ----- | - |
|   | «Химик» Электросталь   | -   | 2:3 | 4:1 | 2:0  | 3:2  | 8:0 | 5 | 4 | 0 | 1 | 19-6  | 8 |
|   | СК им. Сталина Молотов | 3:2 | -   | 1:2 | 2:2  | 6:1  | 6:2 | 5 | 3 | 1 | 1 | 18-9  | 7 |
|   | «Динамо» Новосибирск   | 1:4 | 2:1 | -   | 0:0  | 4:3  | 6:2 | 5 | 3 | 1 | 1 | 13-10 | 7 |
| 4 | «Динамо» Свердловск    | 0:2 | 2:2 | 0:0 | -    | 13:1 | 7:0 | 5 | 2 | 2 | 1 | 22-5  | 6 |
| 5 | «Динамо» МО            | 2:3 | 1:6 | 3:4 | 1:13 | -    | 5:2 | 5 | 1 | 0 | 4 | 12-28 | 2 |
| 6 | «Динамо» Воронеж       | 0:8 | 2:6 | 2:6 | 0:7  | 2:5  | -   | 5 | 0 | 0 | 5 | 6-32  | 0 |

### Состав чемпионов
Виктор Блинов, Владимир Смирнов; 

Владимир Былинкин, Николай Селявин, Борис Сидоров; 

Виктор Вострюков, Виктор Грачёв, Владимир Ефремов, Алексей Загораев, Николай Иванов, Михаил Мосин, Юрий Мурашкин, Александр Смолин, Юрий Хулапов, Виктор Чигирин. 

Тренер: Валентин Лютиков.

## Переходные матчи
В этом сезоне худшие команды, представляющие союзные республики, Москву и Ленинград в чемпионате СССР, должны были играть переходные матчи с лучшими командами соответствующих регионов. В домашних матчах с основным составом свердловского «Динамо» чемпион РСФСР уступил в обеих играх.
«Динамо» Свердловск – «Химик» Электросталь – 6:3, 4:1